# IC 446
IC 446 è una nebulosa a riflessione visibile nella costellazione dell'Unicorno; costituisce una delle regioni centrali dell'associazione di stelle massicce nota come Monoceros R1.

## Osservazione

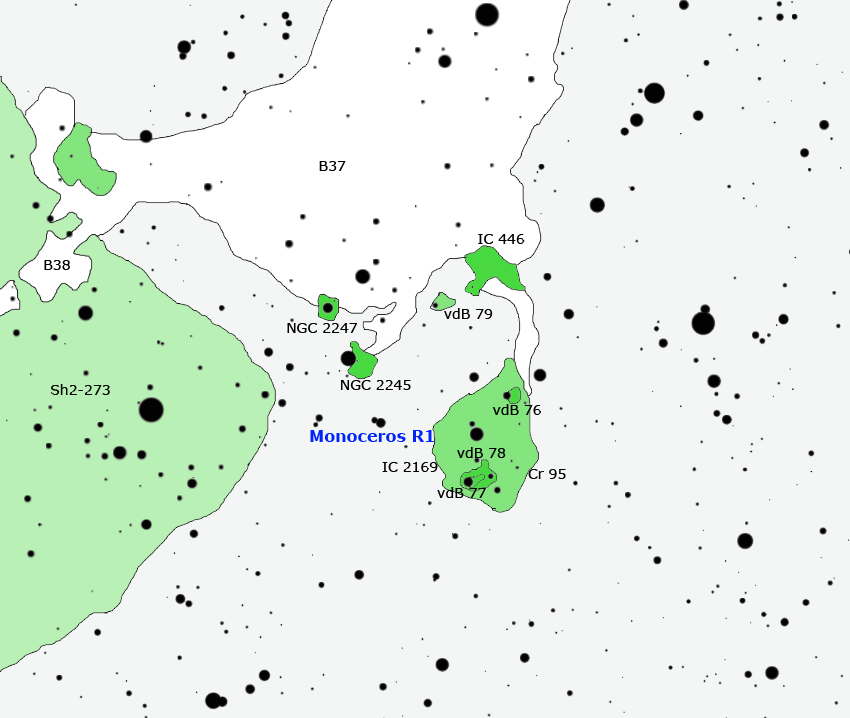
Mappa della regione di Monoceros R1.

Si individua nella parte settentrionale della costellazione, al confine con Orione e ad ovest rispetto alla Nebulosa Cono e all'ammasso dell'"Albero di Natale"; può essere osservata con un telescopio amatoriale potente munito di filtri, mentre nelle fotografie appare di grandi dimensioni. Il periodo più propizio per la sua osservazione nel cielo serale ricade nei mesi compresi fra dicembre e aprile; grazie alla sua declinazione prossima all'equatore celeste, la nube può essere osservata da tutte le aree popolate della Terra, sebbene gli osservatori posti a latitudini boreali siano leggermente più avvantaggiati.

## Caratteristiche e struttura

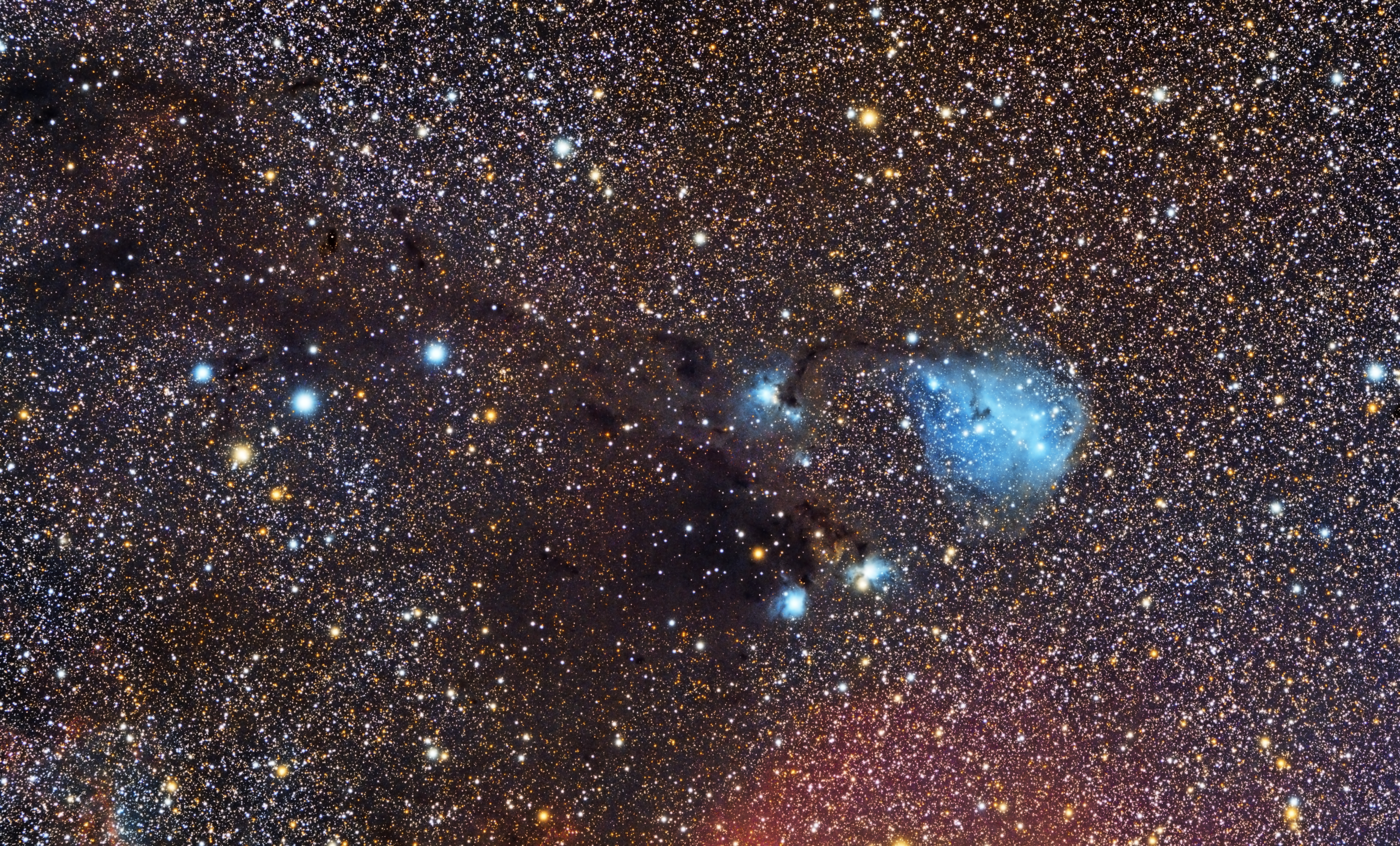
Monoceros R1, nella parte occidentale del complesso nebuloso molecolare di Monoceros OB1, con le nebulose a riflessione connesse alle stelle più brillanti.

Si tratta di una nube posta sul bordo di un grande complesso di gas oscuri, catalogato come B37; si trova al centro di Monoceros R1, un'associazione OB situata nella regione del Complesso nebuloso molecolare di Monoceros OB1, assieme all'associazione Monoceros OB1 e ad altre nebulose vicine. La distanza della regione è stimata sui 760 parsec (2480 anni luce), sul bordo esterno del Braccio di Orione, vicino alla zona interbraccio fra questo e il Braccio di Perseo; l'associazione Monoceros R1 conta alcune stelle azzurre di classe spettrale B e circa 7.000 M⊙ di nubi di gas e polveri;
Le emissioni osservate nelle lunghezze d'onda submillimetriche sono dovute, oltre che alla stessa luminosità della nebulosa e ai globuli più densi in essa osservati, principalmente alla stella centrale della stessa nube, la variabile VY Monocerotis, una stella di pre-sequenza principale di classe spettrale B e di magnitudine 13,68, appartenente alla classe delle stelle Ae/Be di Herbig o alle T Tauri, sebbene sia meno luminosa di una T Tauri; l'età della nube sarebbe di circa 2-4 milioni di anni e in essa hanno avuto luogo fenomeni di formazione stellare, come testimoniato dalla presenza della stessa VY Mon. Nella nube si osserva anche un globulo di Bok, la cui temperatura dei granuli di polvere è di circa 15 K.
Sul bordo sudorientale di IC 446 è presente una piccola nube più densa, catalogata indipendentemente come vdB 79, appartenente al medesimo sistema nebuloso; al suo centro vi è HD 258973, una stella bianca di sequenza principale di magnitudine 10,06.